# Naoto Takenaka
Naoto Takenaka (jap. 竹中 直人 Takenaka Naoto; ur. 20 marca 1956 w dzielnicy Kanazawa, Jokohama) – japoński aktor. W swojej karierze otrzymał trzynaście nagród oraz dziewięć nominacji.

## Filmografia

### Jako aktor

#### Filmy pełnometrażowe
| Rok  | Tytuł    | Rola             |
| ---- | -------- | ---------------- |
| 2009 | Incydent | Inspektor Kitano |

### Jako reżyser

#### Filmy pełnometrażowe
| Rok  | Tytuł                                        |
| ---- | -------------------------------------------- |
| 1991 | Munō no hito                                 |
| 1994 | 119                                          |
| 1997 | Tōkyō biyori                                 |
| 2001 | Rendan                                       |
| 2009 | Sayonara Color                               |
| 2009 | Yamagata sukurīmu                            |
| 2013 | R-18 Bungakushō Vol. 1 Jijōjibaku no watashi |

#### Filmy krótkometrażowe
| Rok  | Tytuł |
| ---- | ----- |
| 2005 | U2    |

### Jako scenarzysta

#### Filmy pełnometrażowe
| Rok  | Tytuł          |
| ---- | -------------- |
| 1994 | 119            |
| 2009 | Sayonara Color |

#### Filmy krótkometrażowe
| Rok  | Tytuł |
| ---- | ----- |
| 2005 | U2    |